# Пійло

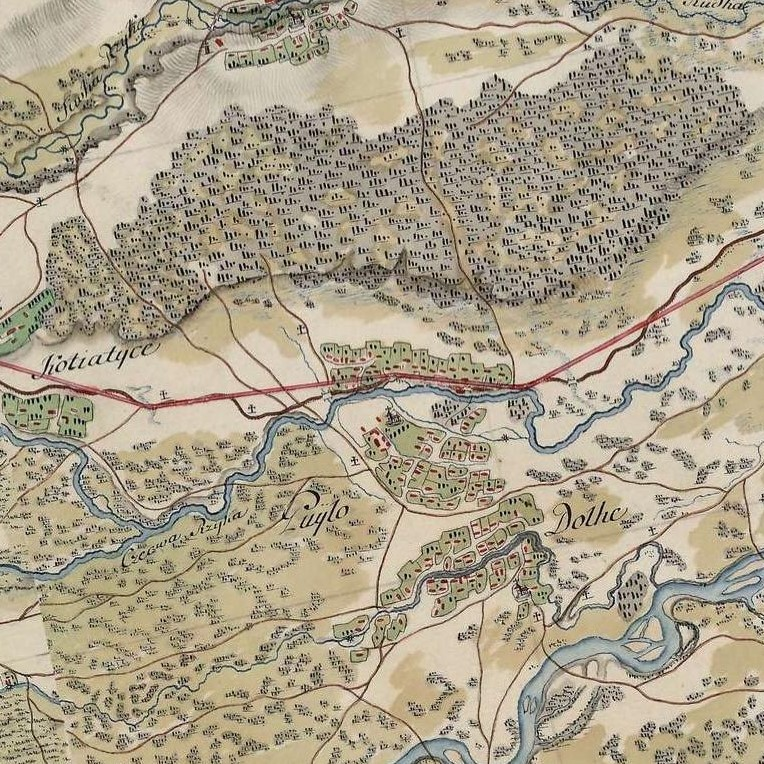
Пійло на австрійській карті 1779-1783рр.

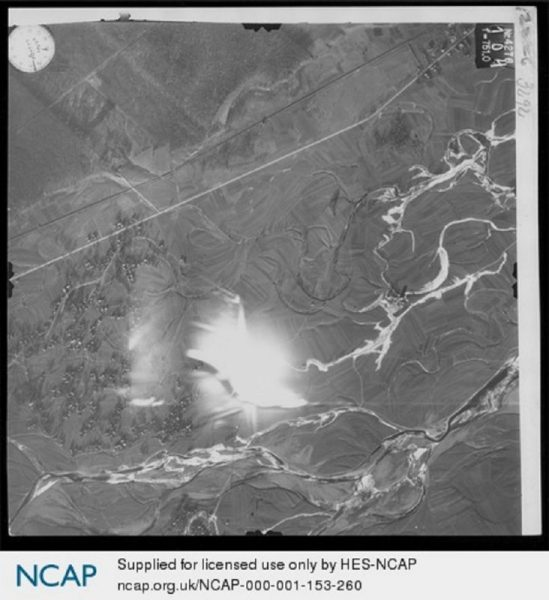
Німецький аерофотознімок села Пійла часів Другої світової війни, датований 20 грудня 1944р.

Пі́йло — село Калуського району Івано-Франківської області, розташоване на лівому березі річки Чечва за 1 км на південний захід від Калуша. Входить до складу Калуської міської громади.

## Історія
Згідно з припущеннями назва села пов'язана з гідрологічним розміщенням Пійла. Можливо, таку назву дали чумаки, які возили сіль з Калуша або татари, які зупинялися тут перед тим, як рушити на Рогатинщину і Галич.

### Перші згадки
Перші поселення на території села існували ще за часів кам'яної доби. Про це свідчать знайдені в селі та навколишніх місцях знаряддя праці. Перша згадка про село Пійло датується 1454 роком.
Згадується 2 червня 1475 року в книгах галицького суду . У податковому реєстрі 1515 року документується 10 ланів (близько 250 га) оброблюваної землі.
У 1565–1566 рр. у Пійлі нараховувалося 30 дворів, населення становило 150–160 осіб. У податковому реєстрі 1578 р. в селі фіксується піп — отже, вже тоді була церква. Місцеві селяни торгували у місті продуктами харчування, продавали рідкісний червоний дуб з лісу неподалік та випалювали поташ. За часів Хмельниччини у Калуші спалахнуло повстання за активної участі пійлян, яке очолив Іван Грабівський. У повстанні у жовтні-листопаді 1648 року брало участь до 5 тисяч людей, пізніше повстанці об'єднались з військом Семена Височана.
У 1670 році повсталі жителі села напали на римокатолицький монастир у Голині. Протягом 1672–1676 ця місцевість не раз ставала полем битв турецько-татарської орди з поляками. 

### Перша світова війна
В 1914 р. почалася Перша світова війна. Село поперемінно захоплювали то росіяни, то австрійці. У травні 1919 року Галичину окупувала Польща.

### Друга світова війна
У 1939 році в селі проживало 1620 мешканців (1570 українців-грекокатоликів, 30 українців-римокатоликів, 10 поляків і 10 євреїв).
У 1939 р. Галичину захопив СРСР, у 1941 — Німеччина, у 1944 — знову СРСР. У боях 1944 року загинуло 3 пійлян, загалом у ІІ світовій війні полягло 28 вихідців з Пійла. Жителі села взяла активну участь у русі опору окупантам, воюючи в УПА, підтримуючи підпілля ОУН та жертвуючи своєю волею і життям. Їхні родини окупанти виселили в Сибір. У січні 1946 р. для боротьби з УПА в кожному селі був розміщений гарнізон НКВД, в Пійлі — з 30 осіб (на допомогу готові були 1300 в Калуші).

### УРСР

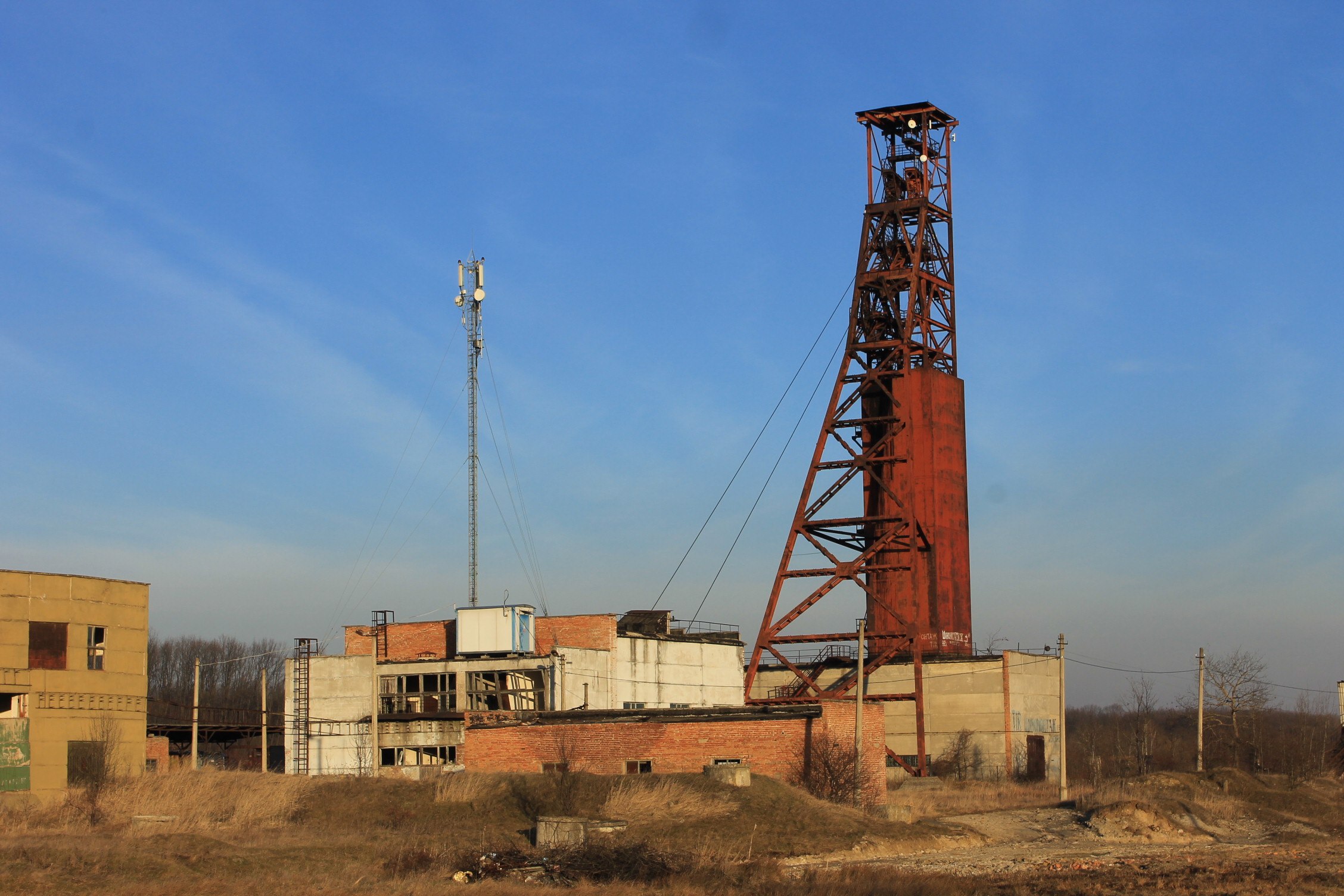
Закинута шахта

Колись на теренах села була цегельня, а тепер — штольня копальні, яка так і не була введена в дію.
Навесні 1948 року створено колгосп «Більшовик». 5 грудня 1949 року був убитий голова колгоспу Турлей А. К.
Будівництво в селі міні-ГЕС потужністю 156 кВт, прийняте спільним рішенням райвиконкому і РК КПУ № 648 29 грудня 1951 р., не було виконане.

У 1956 р. ліквідовано в селі неписьменність і малописьменність. Із двокласової (шестирічне навчання вели два вчителі) школи організували початкову 4-класну школу, потім семирічну і восьмирічну. 

### Село в незалежній Україні
З 1998 р. почалася газифікація села, головою сільської ради на той час був Михайло Савчук. Закінчила газифікацію села Наталія Савчук, котра була обрана головою у 2002 році.
В 2012 році в селі народилося 20 діток, померло 37 людей. Найбільше у селі Стасюків та Лисаників.
У 2018 р. встановлено освітлення вулиць.

## Населення

### Мова
Розподіл населення за рідною мовою за даними перепису 2001 року:
| Мова       | Кількість | Відсоток |
| ---------- | --------- | -------- |
| українська | 2142      | 99.63%   |
| російська  | 7         | 0.33%    |
| білоруська | 1         | 0.04%    |
| Усього     | 2150      | 100%     |

## Пам’ятники
- Пам'ятник жителям села, які загинули у ІІ св. війні поставлено в 1970-х роках.
- Символічна могила Січовим стрільцям, зруйнована у 1939 р., була поновлена 16 лютого 1990 р.

## Релігія
Церква святого мученика Дмитрія вперше згадується 1684 року про сплату 10 злотих катедратика (столового податку). Також згадується у реєстрі духовенства, церков і монастирів Львівської єпархії 1708 року, як і друга пійлянська церква — церква Введення Матері Божої в Храм.
У протоколах генеральних візитацій Львівсько-Галицько-Камʼянецької єпархії 1740—1755 рр. церква Введення Матері Божої в Храм описується як дерев'яна, збудована коштом парохіян у 1703 році, парох — Ян Хохонович, висвячений у 1729 році, 25 парохіян-господарів. Церква святого мученика Дмитрія, — дерев'яна, споруджена в 1722 році коштом пароха Гаврила Зигодського (Вигодського?), висвяченого в 1715 році, 26 парохіян-господарів.

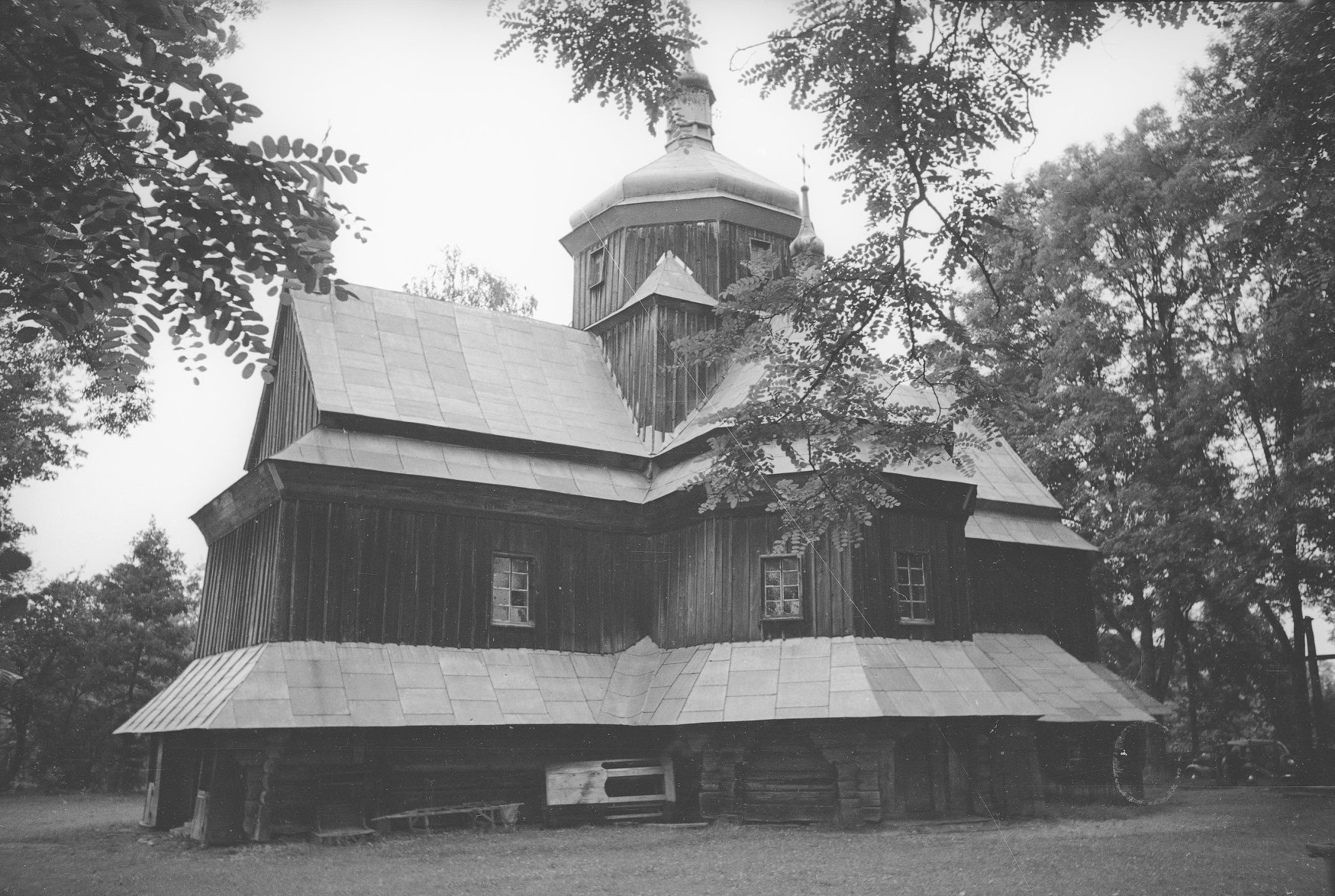
200-річна церква Введення в Храм Пр. Богородиці 1768

Австрійська армія конфіскувала в серпні 1916 р. у пійлівській церкві 5 давніх дзвонів діаметром 86, 60, 54, 38, 35, вагою 377, 104, 63, 21, 16 кг, виготовлених у 1880, 1745, 1704, 1745, 1746 рр. Після війни польська влада отримала від Австрії компенсацію за дзвони, але громаді села грошей не перерахувала.
У селі є три храми Господні — греко-католицький, православний Київського патріархату та православний автокефальний. Уночі з 25 на 26 липня 1965 р. спалили 200-річну церкву Введення в Храм Пр. Богородиці 1768 р. побудови. На щастя, залишився храм православної громади, який почали будувати у грудні 1933 р. Однак уже 16 жовтня 1965 року громада села самочинно збудувала церкву — доносили у «відповідні» органи.
У 1995 р. споруджено греко-католицьку церкву Введення Матері Божої в Храм.
У 2011—2018 р. побудовано храм св. ап. Петра і Павла УАПЦ (тепер — ПЦУ). Настоятель митр. прот. Василь Малярчук.

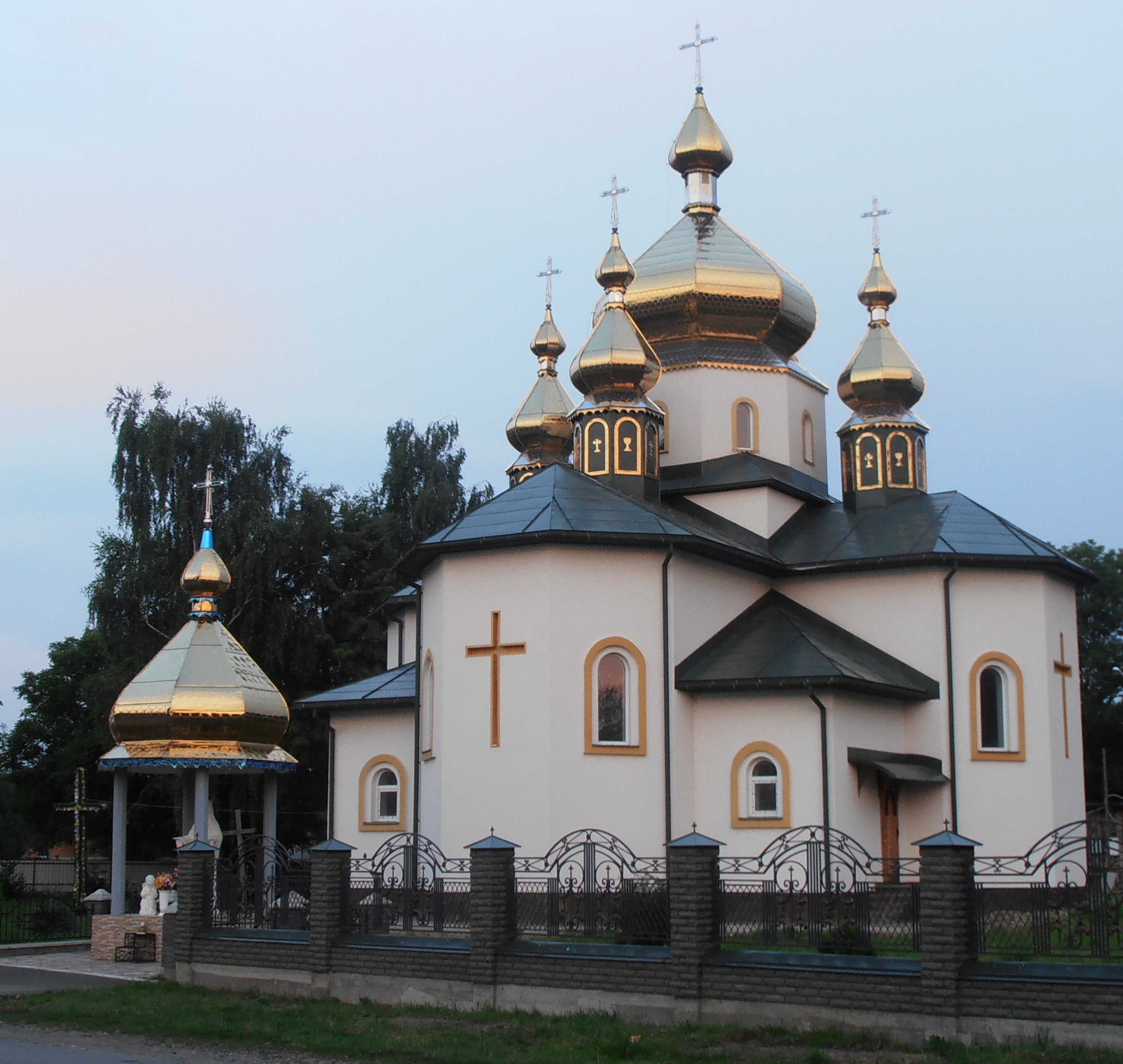
Церква Введення в храм Пресвятої Богородиці (УГКЦ)
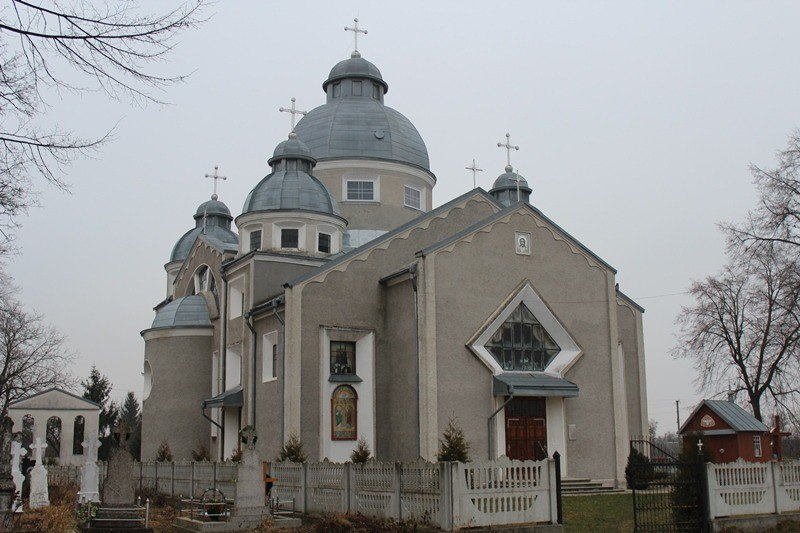
Церква Введення в храм Пресвятої Богородиці (колишня УПЦ КП)
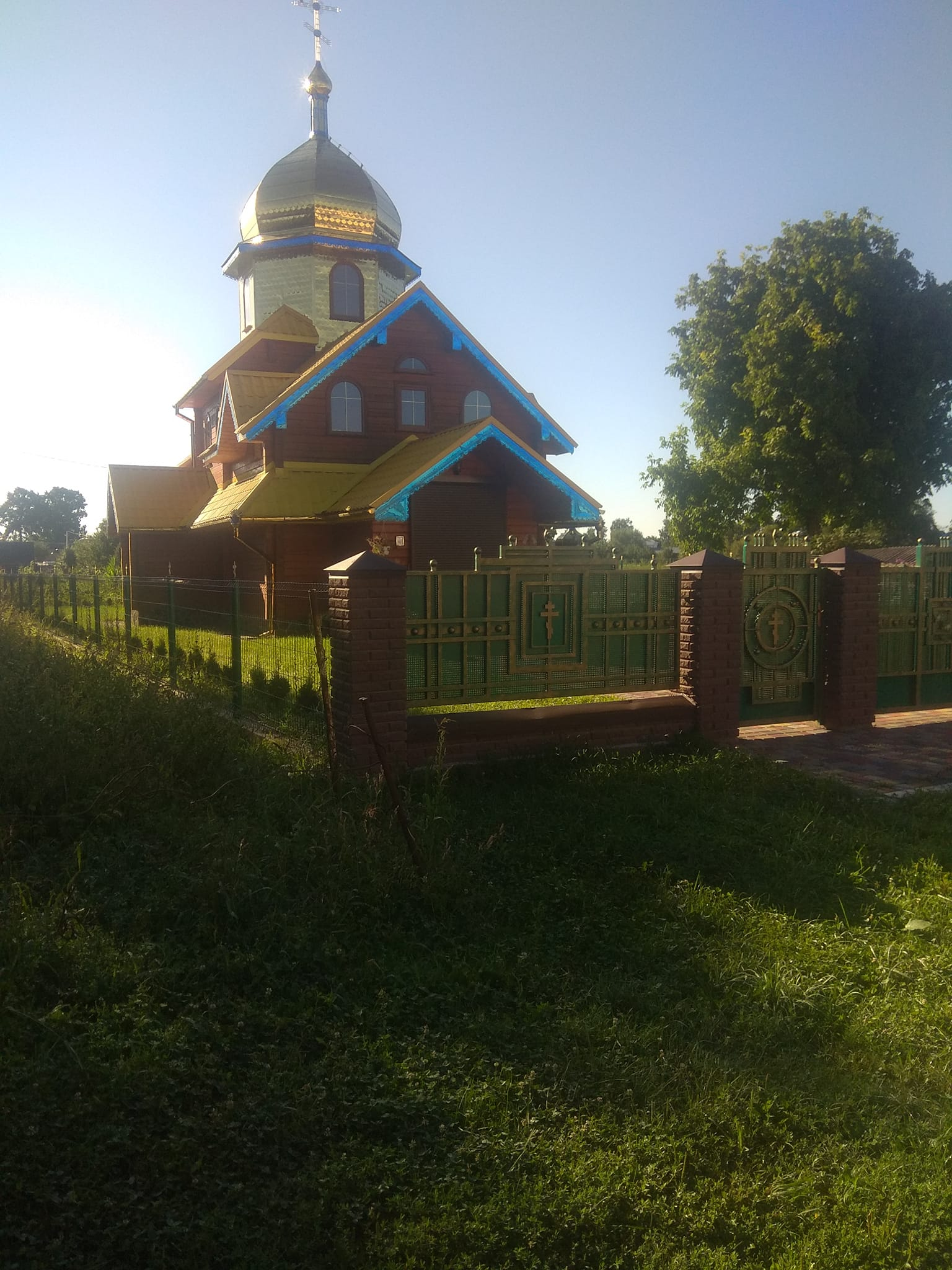
Церква св. ап. Петра і Павла (колишня УАПЦ)

## Учасники воєн

### Перша світова
- Bolechowski Josef — 1873 р. нар.
- Bojczuk Jaremko — 1888 р. нар.
- Chomicky Cyril
- Druk Barnabas — 1887 р. нар.
- Druk Nicolaus — 1888 р. нар.
- Dmytrow Elias — 1881 р. нар.
- Fedorów Josef — 1893 р. нар.
- Ficak Demetr — 1889 р. нар.
- Ficak Michael —  1888 р. нар.
- Ficak Michael — 1888 р. нар.
- Ficak Johann —  1894 р. нар.
- Hladeński Sydor —  1893 р. нар.
- Hnatov Nikolaj — 1873 р. нар.
- Jasinski Thadeus —  1892 р. нар.
- Jurkow Wasil —  1890 р. нар.
- Kaschubiuski Wasyl —  1884 р. нар.
- Kierkosz Konrad
- Kierkosz Johann —  1894 р. нар.
- Kochan Onufer —  1890 р. нар.
- Kochan Konstantin —  1889 р. нар.
- Kochan Wasyl —  1896 р. нар.
- Kochan Anton —  1880 р. нар.
- Kochan Demeter — 1895 р. нар.
- Kochan Stefan — 1882 р. нар.
- Kyrkosz Filemon — 1883 р. нар.
- Kłosiewicz Dionisius — 1889 р. нар.
- Lazoryszyn Dmytro — 1895 р. нар.
- Lesanyk Stanislaus — 1879 р. нар.
- Lesanyk Basil — 1894 р. нар.
- Łubka Michael — 1897 р. нар. (УСС)
- Marczuk Michael — 1893 р. нар.
- Melnyk Stefan — 1888 р. нар.
- Melnyk Stefan — 1888 р. нар.
- Melnyk Archip — 1888 р. нар.
- Melnyk Konstantin — 1894 р. нар.
- Мельник Філіп Олексійович (армія Російської імперії)
- Mikulak Nikolaus — 1893 р. нар.
- Mikulak Basil — 1885 р. нар.
- Mikulak Alexander — 1890 р. нар.
- Misura Ignatz — 1878 р. нар.
- Niklyn Stefan — 1885 р. нар.
- Parcej Konrad  — 1886 р. нар.
- Parcej Michael — 1872 р. нар.
- Parcej Peter — 1888 р. нар.
- Romanowitz Vasilj —  1891 р. нар.
- Sawków Josef — 1882 р. нар.
- Sawków Michael — 1889 р. нар.
- Sawczuk Wasyl — 1877 р. нар.
- Semanyszyn Johann — 1890 р. нар.
- Stasiuk Basil — 1883 р. нар.
- Stasiuk Zacharia — 1891 р. нар.
- Stasiuk Michael — 1888 р. нар.
- Stasiw Basil — 1883 р. нар.
- Tkacz Cyril — 1887 р. нар.
- Turłej Johann — 1883 р. нар.

### Друга світова
- Болеховський Василь Васильович — 1912 р. нар.
- Болеховський Філіп Захарович — 1907 р. нар.
- Брит Василь Іванович — 1926 р. нар.
- Булавинець Іван Федорович — 1905 р. нар.
- Грицак Василь Іванович — 1923 р. нар.
- Грицак Микола Іванович — 1926 р. нар.
- Дзюбинський Микола Фомович — 1922 р. нар.
- Дідик Микола Кіндратович — 1926 р. нар.
- Дідик Олексій — 1919 р. нар.
- Дідик Олександр Степанович — 1919 р. нар.
- Дмитрів Іван Кирилович — 1911 р. нар.
- Івасів Діонісій Фомович — 1915 р. нар.
- Керкуш Корнил Іванович — 1920 р. нар.
- Керкуш Микола Іванович — 1923 р. нар.
- Керкуш Петро Кирилович — 1916 р. нар.
- Кіндрат Михайло Дмитрович — 1918 р. нар.
- Кобльовський Василь Іванович — 1922 р. нар.
- Кохан Павло Микитович — 1922 р. нар.
- Кохан Петро Михайлович — 1912 р. нар.
- Кохан Семен Михайлович — 1918 р. нар.
- Кучера Василь Максимович — 1914 р. нар.
- Кучера Кирило Кирилович — 1925 р. нар.
- Лазоришин Іван Миколайович — 1925 р. нар.
- Лазоришин Іван Пилипович — 1907 р. нар.
- Лисаник Андрій Іванович — 1912 р. нар.
- Лисаник Олексій Євстахович — 1925 р. нар.
- Лисаник Олексій Миколайович — 1901 р. нар.
- Лисаник Олексій Михайлович — 1925 р. нар.
- Лисаник Яків Гаврилович — 1911 р. нар.
- Луцак Іван Михайлович — 1923 р. нар.
- Маркевич Василь Андрійович — 1911 р. нар.
- Микуляк Василь Іванович — 1924 р. нар.
- Микуляк Іван Петрович — 1926 р. нар.
- Микуляк Іван Федорович — 1910 р. нар.
- Микуляк Микола Корнилович — 1901 р. нар.
- Микуляк Михайло Иванович — 1925 р. нар.
- Николин Юрій Михайлович — 1922 р. нар.
- Олексин Іван Степанович — 1925 р. нар.
- Павлишин Данило Григорович — 1912 р. нар.
- Панькович Іван Васильович — 1920 р. нар.
- Парцей Андрій Матвійович — 1910 р. нар.
- Парцей Іван Дмитрович — 1924 р. нар.
- Парцей Іван Павлович — 1911 р. нар.
- Парцей Олексій Миколайович — 20.03.1925 р. нар.
- Парцей Олексій Романович — 1908 р. нар.
- Парцей Семен Миколайович — 1918 р. нар.
- Парцей Семен Миколайович — 1912 р. нар.
- Перегуда Василь Іванович — 1911 р. нар.
- Перегуда Йосиф Іванович — 1913 р. нар.
- Пукіш Ігнатій Федорович — 1918 р. нар.
- Романів Юрій Дмитрович — 1923 р. нар.
- Савчук Андрій Михайлович — 1914 р. нар.
- Савчук Анна Йосифівна — 1922 р. нар.
- Савчук Іван Леонтійович — 1912 р. нар.
- Савчук Іван Петрович — 1913 р. нар.
- Савчук Олексій Іванович — 1923 р. нар.
- Савчук Павло Васильович — 1919 р. нар.
- Савчук Петро Йосифович — 1914 р. нар.
- Семанишин Дмитрій Демидович — 1905 р. нар.
- Семанишин Микола Васильович — 1919 р. нар.
- Семенишин Олександр (Олексій) Васильович — 1914 р. нар.
- Семанишин Петро Васильович — 1920 р. нар.
- Семанишин Степан Степанович — 1908 р. нар.
- Сеник Діонісій Якович — 1921 р. нар.
- Смаржевский Петро Олександрович — 1922 р. нар.
- Стасюк Василь Йосафатович — 1910 р. нар.
- Стасюк Василь Павлович — 1914 р. нар.
- Стасюк Іван Васильович — 1911 р. нар.
- Стасюк Микола Федорович — 1908 р. нар.
- Стасюк Степан Павлович — 1906 р. нар.
- Стасюк Текля Федорівна — 1919 р. нар.
- Струтинський Іван Васильович — 1910 р. нар.
- Струтинський Мартин Демидович — 1905 р. нар.
- Ткач Іван Дмитрович — 25.11.1917 р. нар.
- Ткач Микола Кирилович — 17.12.1918 р. нар.
- Турлей Кіндрат Іванович — 1924 р. нар.
- Турлей Михайло Костянтинович — 1911 р. нар.
- Фіцак Василь Іванович — 1923 р. нар.
- Фіцак Іван Михайлович — 1921 р. нар.
- Хоміцький Петро Леонович - 1911 р. нар.
- Чоловський Емільян Кирилович — 1919 р. нар.
- Шелест Василь Петрович — 1910 р. нар.
- Шинкар Василь Григорович — 1925 р. нар.
- Юрків Микита Павлович (Іванович) — 1914 р. нар.

### ОУН-УПА
Боринець Наталія Михайлівна — 1921 р. нар. Член ОУН. Станіславським обласним судом 20.05.1941 засуджена на 10 років позбавлення волі та 5 років позбавлення прав із конфіскацією майна. 
Грицак Григорій Іванович — 1920 р. нар. Постачав гроші і продукти ОУН, організовував підпільникам зустрічі з селянами. Військовим трибуналом Прикарпатського військового округу 19.07.1950 засуджений на 25 років позбавлення волі та 5 років позбавлення прав із конфіскацією майна. 
Дембович Яким Харитонович — 1910 р. нар. Член ОУН, псевдо — «Нечеса», господарчий станичної ОУН. Військовим трибуналом військ МВС Станіславської обл. 09.07.1946 засуджений на 10 років позбавлення волі та 5 років позбавлення прав із конфіскацією майна.
Дембович Василь Харитонович — 1913 р. нар. Член ОУН, сприяв воякам УПА у здійсненні терористичного акту. Військовим трибуналом військ НКВС Станіславської обл. 11.12.1944 засуджений на 10 років позбавлення волі та 5 років позбавлення прав із конфіскацією майна. 
Івахнюк Петро Романович — 1928 р. нар. Член ОУН, псевдо — «Славко», у лютому 1945 р. мобілізований до УПА, де був охоронцем коменданта боївки ОУН «Галайди». Затриманий під час проведення ЧВО.
Киркош Іван Васильович — 1902 р. нар. Член ОУН, після вчинення теракту над дільничим уповноваженим Долинського РВ МВС допомагав бійцям УПА приховати сліди злосину. Засуджений 12.12.1947 р.
Кохан Василь Костянтинович — 1930 р. нар. Член молодіжної ОУН, псевдо — «Крук», кур’єр станичної ОУН. Військовим трибуналом військ МВС Станіславської обл. 25.09.1946 засуджений на 7 років позбавлення волі із конфіскацією майна. 
Лисаник Василь Степанович — 1914 р. нар. Член ОУН, збирав продукти для УПА, служив в українській поліції (1941). Військовим трибуналом військ НКВС Станіславської обл. 11.12.3944 засуджений на 10 років позбавлення волі та 5 років позбавлення прав із конфіскацією майна. 
Микуляк Кіндрат Васильович — 1912 р. нар. Член ОУН, сприяв членам ОУН у здійсненні терористичного акту. Військовим трибуналом військ НКВС Станіславської обл. 11.12.1944 засуджений на 10 років позбавлення волі та 5 років позбавлення прав із конфіскацією майна. Загинув 31.03.1945 в тюрмі, місце поховання невідоме.
Олійник Ганна Антонівна — 1907 р. нар. Мала зв’язок з ОУН. Особливою нарадою при МВС СРСР 18.03.1949 засуджена на 5 років позбавлення волі. 
Олійник Семен Павлович — 1892 р. нар. Член ОУН, псевдо — «Старий», господарчий станичної ОУН. Організовував збір для УПА продуктів харчування та грошей. Військовим трибуналом військ МВС Станіславської обл. 25.09.1946 засуджений на 10 років позбавлення волі та 5 років позбавлення прав із конфіскацією майна.загинув 25.12.1949 в ув’язненні, місце поховання невідоме. 
Павлишин Максим Іванович — 1912 р. нар. Зв’язковий ОУН. Розповсюджував серед населення антирадянські листівки та бофони, вивішував національні прапори. Військовим трибуналом Прикарпатського військового округу 19.07.1950 засуджений на 25 років позбавлення волі та 5 років позбавлення прав із конфіскацією майна. 
Парцей Василь Миколайович — 1930 р. нар. Інформатор ОУН, поширював антирадянські листівки, вивісив у селі синьо-жовтий прапор. Військовим трибуналом Прикарпатського військового округу 19.07.1950 засуджений на 25 років позбавлення волі та 5 років позбавлення прав із конфіскацією майна. Загинув 26.08.1954 в ув’язненні, місце поховання невідоме.
Полянський Федір Миколайович — 1902 р. нар. Інформатор ОУН, постачав ОУН гроші. Розповсюджував серед населення антирадянські листівки та бофони. Військовим трибуналом Прикарпатського військового округу 19.07.1950 засуджений на 25 років позбавлення волі та 5 років позбавлення прав із конфіскацією майна.  
Савчук Іван Сильвестрович — 1901 р. нар. Член ОУН, проводив антирадянську агітацію. Військовим трибуналом військ НКВС Станіславської обл. 11.12.1944 засуджений на 10 років позбавлення волі та 5 років позбавлення прав із конфіскацією майна.
Савчук Федір Сильвестрович — 1908 р. нар. Член ОУН, сприяв членам ОУН у здійсненні терористичного акту. Військовим трибуналом військ НКВС Станіславської обл. 11.12.1944 засуджений на 10 років позбавлення волі та 5 років позбавлення прав із конфіскацією майна. 
Савчук Петро Сильвестрович — 1918 р. нар. Член ОУН, сприяв членам ОУН у здійсненні терористичного акту. Військовим трибуналом військ НКВС Станіславської обл. 11.12.1944 засуджений на 15 років каторжних робіт і 5 років позбавлення прав із конфіскацією майна. 
Семанишин — 1914 р. нар. Кандидат в члени ОУН, псевдо — «Лис». Бойовик боївки референтури СБ Перегінського районного проводу ОУН (1945-02.1947). Загинув у бункері, під час збройної сутички із чекістсько-військовою групою. Старший стрілець СБ. 
Симанишин Анастасія Федорівна — 1920 р. нар. Не донесла в органи влади на братів — вояків УПА. Військовим трибуналом військ МВС Станіславської обл. 14.09.1946 засуджена на 5 років позбавлення волі та 3 роки позбавлення прав. 
Симанишин Василь Васильович — 1926 р. нар. Член ОУН, псевдо — «Когут», постачав воякам УПА амуніцію. Військовим трибуналом військ МВС Станіславської обл. 25.09.1946 засуджений на 10 років позбавлення волі та 5 років позбавлення прав із конфіскацією майна. 
Симанишин Іван Дмитрович — 1929 р. нар. Член ОУН, псевдо — «Сагайдачний», зв’язковий і розвідник УПА. Військовим трибуналом військ МВС Станіславської обл. 25.09.1946 засуджений на 10 років позбавлення волі з конфіскацією майна. 
Стасюк Костянтин Хомич — 1901 р. нар. Переховував члена ОУН. Військовим трибуналом військ МВС Станіславської обл. 27.04.1950 засуджений на 10 років позбавлення волі та 5 років позбавлення прав із конфіскацією майна. 
Стасюк Мирон — підпільник ОУН, убитий німцями в 1944 р.
Стасюк Омелян Миколайович — 1909 р. нар. Член ОУН, у серпні 1947 р. встановив зв’язок з підпіллям. Причетний до теракту над бійцем винищувального батальйону.
Стасюк Дмитро Миколайович — 1904 р. нар. Член ОУН, псевдо — «Грім», влітку 1947 р. був призначений на посаду станичного провідника с. Пійло.
Турлей Василь Іванович — 1912 р. нар. Член ОУН, сприяв членам ОУН у здійсненні терористичного акту. Військовим трибуналом військ НКВС Станіславської обл. 11.12.1944 засуджений на 10 років позбавлення волі та 5 років позбавлення прав із конфіскацією майна. Загинув 19.04.1945 в тюрмі, місце поховання невідоме 
Турлей Ілля Єфимович — 1915 р. нар. Член ОУН, псевдо — «Білий Ведмідь», збирав продукти для УПА. Військовим трибуналом військ МВС Станіславської обл. 29.09.1946 засуджений на 10 років позбавлення волі та 5 років позбавлення прав із конфіскацією майна. 
Федун Василь Лазаревич — 1909 р. нар. Член ОУН, проводив антирадянську діяльність. Військовим трибуналом військ НКВС Станіславської обл. 11.12.1944 засуджений на 15 років каторжних робіт і 5 років позбавлення прав із конфіскацією майна.
Фіцак Денис Олексійович — 1921 р. нар. Вояк УПА (боївка СБ), псевдо — «Ворона». Військовим трибуналом військ МВС Станіславської обл. 16.06.1946 засуджений на 15 років позбавлення волі та 5 років позбавлення прав із конфіскацією майна. 
Фіцак Олексій Максимович — 1901 р. нар. Член ОУН, псевдо — «Лобода», ройовий куща самооборони. Військовим трибуналом військ НКВС Станіславської обл. 25.03.1946 засуджений на 10 років позбавлення волі та 3 роки позбавлення прав із конфіскацією майна. 
Фрей Антон Михайлович — 1902 р. нар. Член ОУН, матеріально допомагав УПА. Військовим трибуналом військ НКВС Станіславської обл. 11.12.1944 засуджений на 10 років позбавлення волі та 5 років позбавлення прав із конфіскацією майна. 
Хомицький Хорітон Янкович — 1906 р. нар. Симпатик ОУН, під час німецької окупації встановив зв’язок з членами ОУН та виконував обов’язки кур’єра.

## Соціальна сфера
- Народний дім
- Бібліотека
- ФАП[14]
- Відділення зв'язку
- Школа I-III ступенів[15] на 430 місць[16]
- 561 двір, 2118 мешканців.

Село поділяється на частини: «Долішній» і «Горішній» кути, «Будова» та «Колгосп».

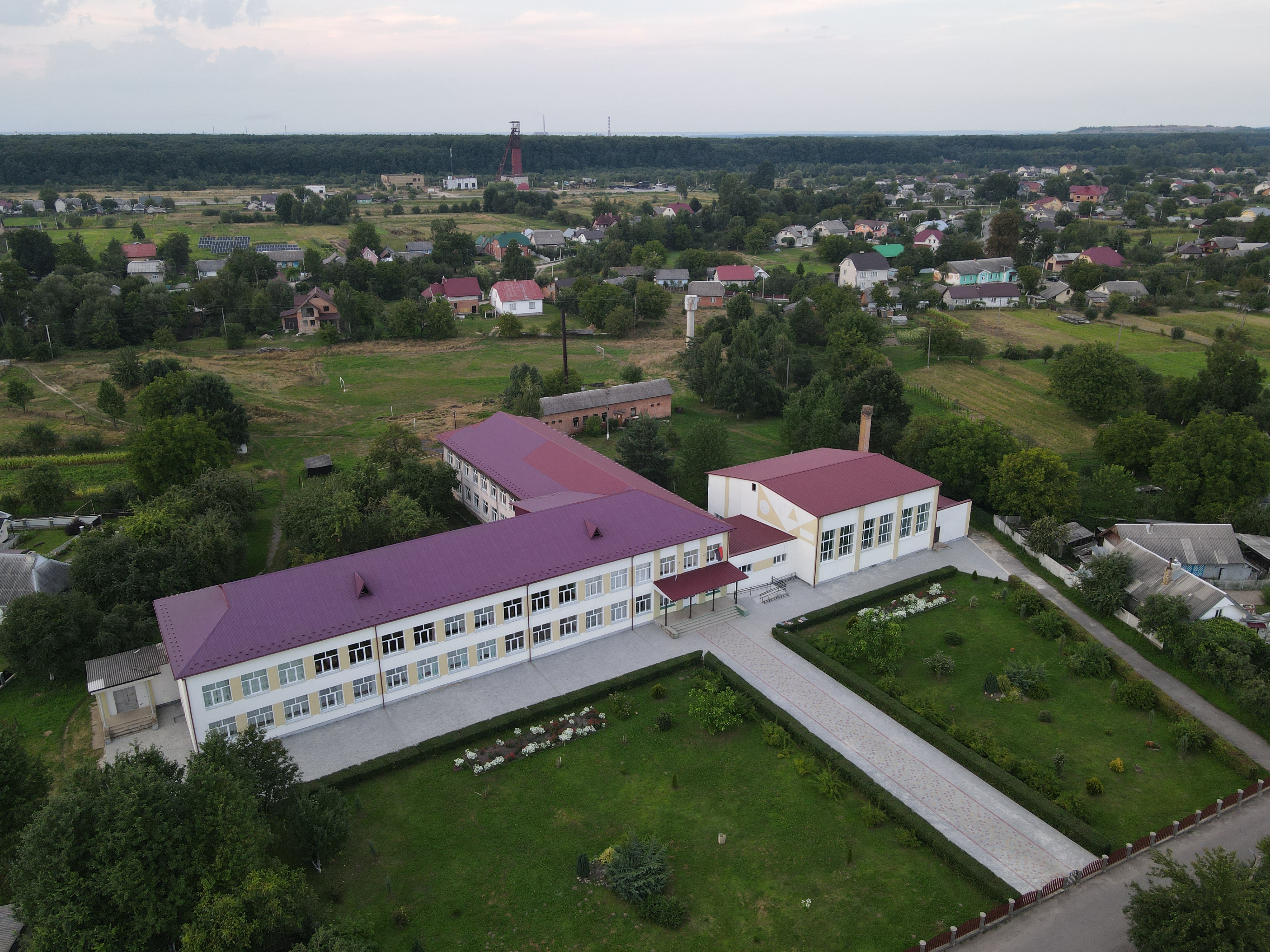
Школа
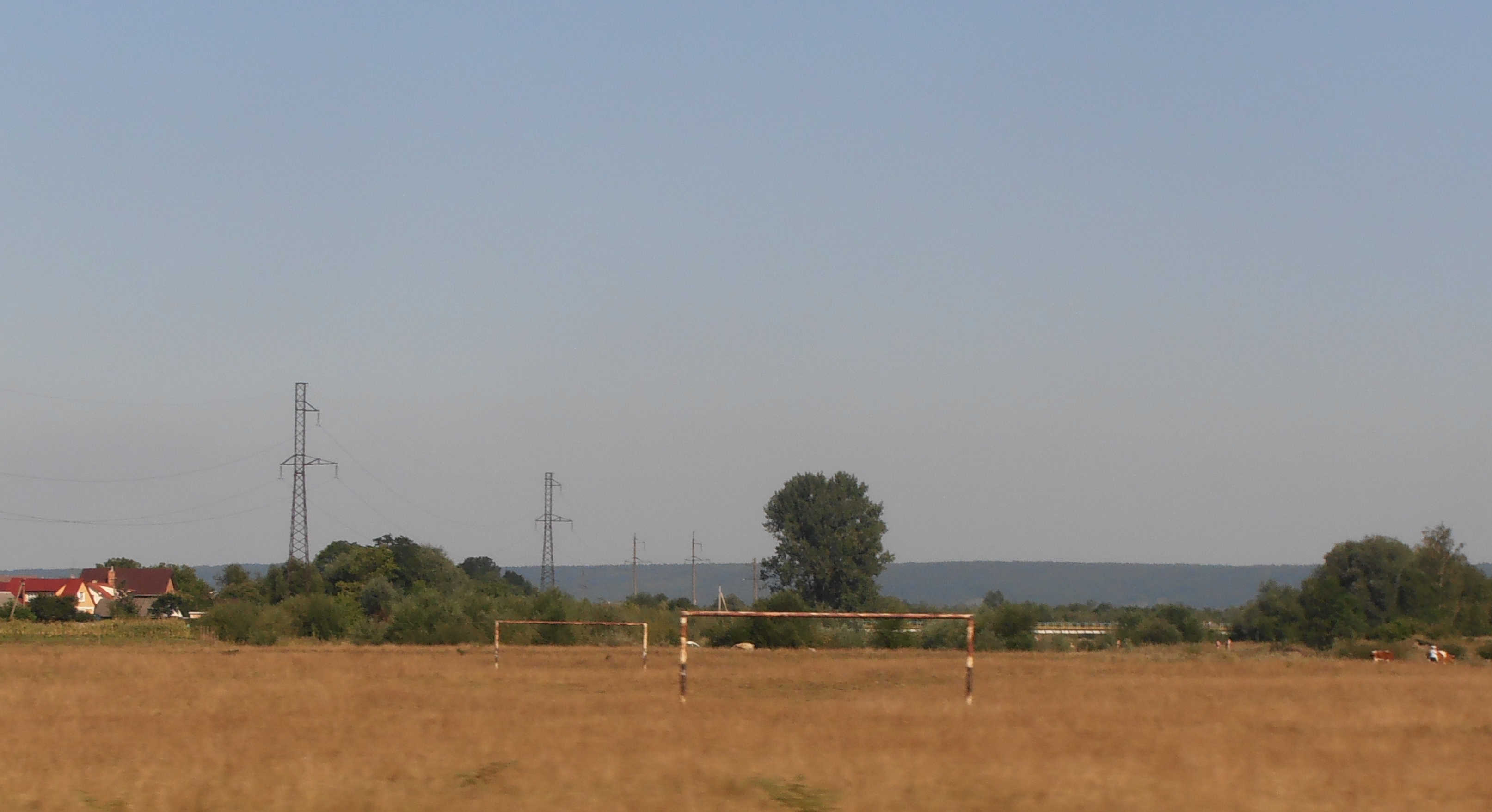
Стадіон
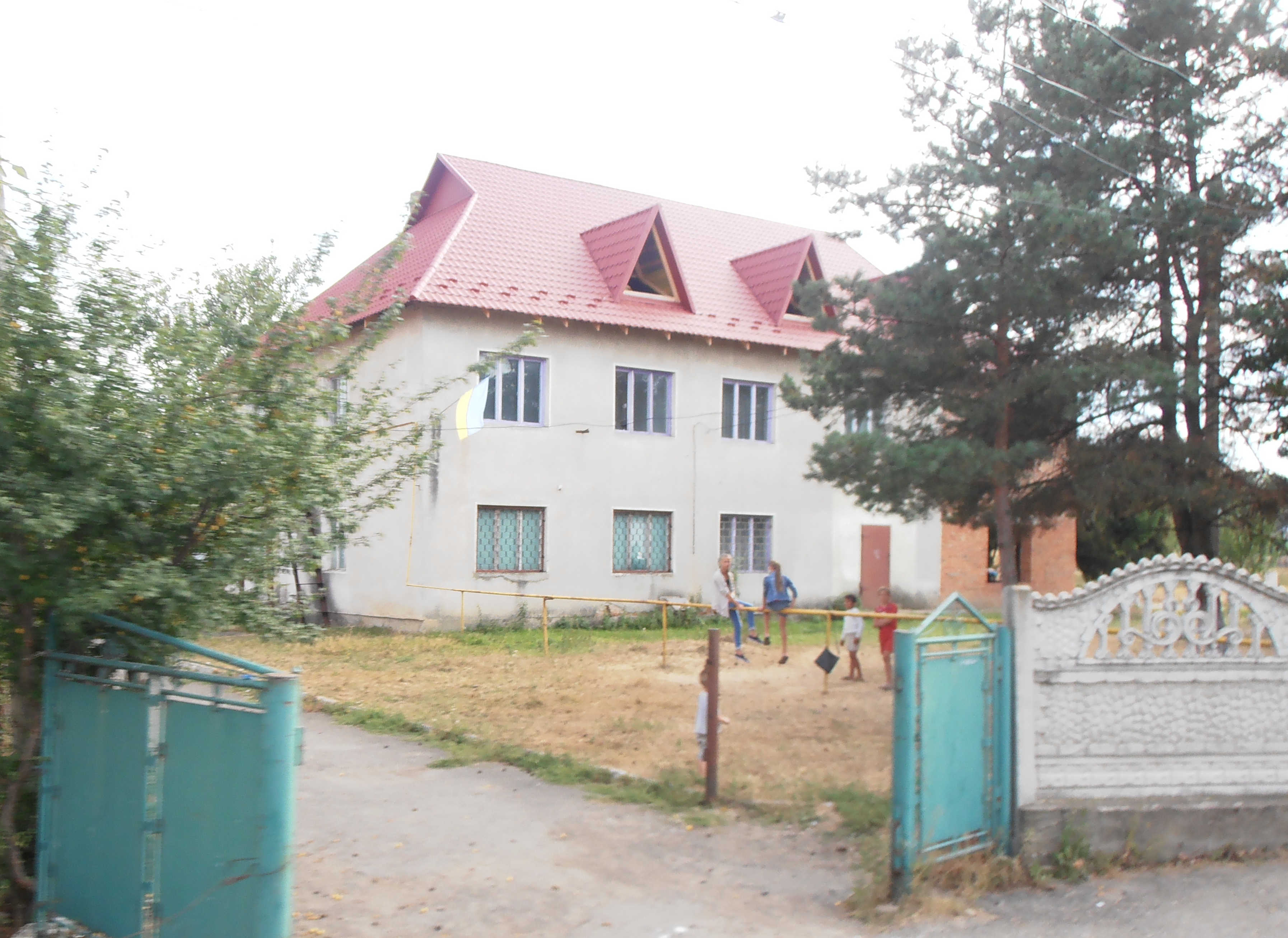
Сільрада
Народний дім

## Відомі люди

### Народилися
- Перегуда Олег Степанович (1987—2022) — старший лейтенант Збройних сил України, учасник російсько-української війни.
- Тимцюрак Володимир — український громадський діяч, правник, лицар Воєнного хреста УНР
- Семанишин Микола Олексійович — український радянський діяч, підпільник КПЗУ, заступник голови Калуського райвиконкому, голова Войнилівського райвиконкому Станіславської області, депутат Верховної ради СРСР 1-го скликання від Станіславської області[17]
- Юліян Фацієвич — польовий духівник при Українських Січових Стрільцях

### Працювали
- Василь Кульчицький — фундатор і священник греко-католицькоï церкви (первісно дерев'яноï) в с. Пійло

- Кульчицький Йосиф — священник
- Костянтин Михаліха — священник[18]
- Богдан Чекалюк — священник
- Григорій Токарик — священник
- Кордіяка Михайло Миколайович — український скульптор, художник-кераміст.

## Вулиці
У селі є вулиці:
- Івана Франка
- Небесної Сотні (колишня Ковпака)[20]
- Олега Перегуди (колишня Кохана)
- Лесі Українки
- Львівська
- Михайла Грушевського
- Новобудова
- Незалежності (колишня Семанишина)
- Січових Стрільців
- Тараса Шевченка
- Чорновола